# Neide Duarte
Neide Duarte de Oliveira (São Paulo, 23 de março de 1951) é uma jornalista brasileira, mais conhecida por ser réporter especial da Rede Globo. É formada pela FAAP, em São Paulo. Após trabalhar por 3 anos como repórter do jornal Folha de S.Paulo, ingressou na TV Globo São Paulo. Neide ficou por aproximadamente 16 anos fazendo matérias especiais para o Jornal Nacional, Globo repórter e Fantástico.
Neide publicou o livro Frutos do Brasil-Histórias de Mobilização Juvenil, no ano de 2006. A obra, produzida pela ONG Aracati, em parceria com a Fundação Kelogg, traz histórias reais de protagonismo juvenil espalhados por todo o Brasil.